# Sukimakaze
『sukimakaze』（すきまかぜ）は、音羽-otoha-のメジャー3枚目のEP。2025年5月28日にキューンミュージックからリリースされた。
EPのリリースに先立って、2025年3月31日に本EP収録曲の「pineapple tart」が配信限定でリリースされた。また、「pineapple tart」はTVアニメ「真・侍伝YAIBA」エンディングテーマとなっている。

## 背景
本EP収録曲の「pineapple tart」はTVアニメ「真・侍伝YAIBA」エンディングテーマとして書き下ろされた。音羽-otoha-自身は「味わったことのない未知との遭遇が、一生の光になる可能性がある。」という純粋な思いを「pineapple tart」に詰め込んだと語っている。

## リリース
2024年3月30日に、「pineapple tart」がTVアニメ「真・侍伝YAIBA」エンディングテーマになると発表されると同時に、『sukimakaze』がCD＋Blu-rayとしてリリースされることが発表された。完全生産限定盤としてリリースされた。

## 収録内容
| 全作詞・作曲: 音羽-otoha-。 |                                   |             |             |                                 |      |
| #                           | タイトル                          | 作詞        | 作曲・編曲  | 編曲                            | 時間 |
| 1.                          | 「pineapple tart」                | 音羽-otoha- | 音羽-otoha- | 音羽-otoha-、赤山コウ           | 3:49 |
| 2.                          | 「ヒューマノイド・ラブ」          | 音羽-otoha- | 音羽-otoha- | 音羽-otoha-、PRIMAGIC           | 4:54 |
| 3.                          | 「ほな、さいなら！」              | 音羽-otoha- | 音羽-otoha- | 音羽-otoha-、赤山コウ           | 3:58 |
| 4.                          | 「かざぐるま」                    | 音羽-otoha- | 音羽-otoha- | 音羽-otoha-、PRIMAGIC           | 4:52 |
| 5.                          | 「pineapple tart -Instrumental-」 | 音羽-otoha- | 音羽-otoha- | 音羽-otoha-、三井律郎、赤山コウ | 3:49 |
| 合計時間:                   | 合計時間:                         | 合計時間:   | 21:22       |                                 |      |

| #  | タイトル                                                            | 作詞 | 作曲・編曲 |
| -- | ------------------------------------------------------------------- | ---- | ---------- |
| 1. | 「音羽-otoha- One-man Live Tour 2024 "集合地点" at SHIBUYA O-EAST」 |      |            |
| 2. | 「Behind the Scenes "pineapple tart" Music Video」                  |      |            |
| 3. | 「"pineapple tart" Music Video」                                    |      |            |
| 4. | 「TVアニメ「真・侍伝 YAIBA」Non-Credit Ending Video」               |      |            |